# Berlesezetes alces
Berlesezetes alces är en kvalsterart som först beskrevs av Piffl 1961.  Berlesezetes alces ingår i släktet Berlesezetes och familjen Microzetidae. Inga underarter finns listade.